# Lista Przebojów Programu Trzeciego – prezentuje Piotr Baron
Lista Przebojów Programu Trzeciego – prezentuje Piotr Baron – płyta wydana w listopadzie 2009 r. przez MyMusic. Znalazły się na niej utwory z Listy Przebojów Programu Trzeciego wybrane przez Piotra Barona.

## Lista utworów
1. Emiliana Torrini – „Jungle Drum”
2. Voo Voo – „Leszek mi mówił”
3. Blue October – „Say It”
4. Nosowska – „Uciekaj moje serce”
5. Coma – „Wola istnienia”
6. Mika Urbaniak – „Lovin' Needs a Deadline”
7. Sofa – „Ona Movie”
8. a-ha – „Foot of the Mountain”
9. Plateau i Renata Przemyk – „Nic nie pachnie jak Ty"
10. Lily Allen – „Not Fair”[2][3] (na płycie błędnie sygnowany jako „It's Not Fair”)
11. Dorota Miśkiewicz – „Nucę gwiżdżę sobie”
12. Basia – „Blame It on the Summer”
13. L.Stadt – „Death of the Surfer Girl”
14. Indios Bravos – „A kiedy dnia pewnego”
15. Katie Melua – „Two Bare Feet”
16. Empire of the Sun – „We Are the People”
17. Agnieszka Chrzanowska – „Nie znajdziesz mnie”
18. Coldplay – „Life in Technicolor II”
19. Banana Boat feat. Eleonor McEvoy – „Little Look”
20. Red Box – „Chenko” (bonus track)